# Atlantis (série télévisée)
Pour les articles homonymes, voir Atlantis.
Atlantis est une série télévisée britannique créée et produite par Johnny Capps, Julian Murphy et Howard Overman, inspirée par la mythologie grecque, elle est diffusée depuis le 28 septembre 2013 sur la BBC One, le 12 octobre 2013 sur Space au Canada et le 23 novembre 2013 sur BBC America aux États-Unis.
En France, la série est diffusée depuis le 16 février 2014 sur Canal+ et au Québec depuis le 21 janvier 2015 sur le réseau V. Néanmoins, elle reste inédite dans les autres pays francophones.

## Synopsis
Jason, le héros de l'histoire, est aux commandes d'un sous-marin , afin d'étudier une perturbation située au fond de la mer, qui aurait provoqué la disparition de son père quand il était enfant. Lorsqu'il découvre l'endroit, le sous-marin tombe mystérieusement en panne et le jeune homme est précipité dans une vive lumière blanche.
Il se réveille sur les plages du royaume d'Atlantis, dirigé par le traditionaliste Roi Minos, et sa femme, manipulatrice et assoiffée de pouvoir, la Reine Pasiphae. Jason pénètre alors dans un monde où Dieux et créatures légendaires sont les gardiens de dangereux pouvoirs et où la vie est injuste, mais où il est toujours possible qu'un héros se démarque.
Par un concours de circonstances, Jason est pris en pitié par deux locaux malchanceux et paresseux : Pythagore, un jeune intellectuel qui s’émerveille sur les théorèmes, et Hercules, un ancien combattant romantique qui passe plus de temps dans les tavernes à boire et draguer.
Tous trois vont alors rencontrer monstres, dieux et demi-dieux, vivant les mythes de la Grèce antique, et se battre pour protéger les innocents. Tout au long de leur chemin, ils rencontreront des alliés, comme Méduse, une servante du palais, Ariane, la fille du Roi et l'héritière du trône, une mystérieuse Oracle qui avait prédit l'arrivée de Jason. Cet Oracle a aussi prédit un changement dans le destin du monde si Jason reste sur la bonne voie...

## Distribution

### Acteurs principaux
- Jack Donnelly (VF : Julien Allouf)  : Jason
- Mark Addy (VF : Pascal Casanova) : Hercule
- Robert Emms (VF : Benjamin Bollen) : Pythagore
- Sarah Parish (VF : Ivana Coppola) : Pasiphaé
- Juliet Stevenson (VF : Véronique Augereau) : l'Oracle grec
- Aiysha Hart (VF : Ludivine Maffren) : Ariane (récurrente saison 1, principale saison 2)

### Acteurs récurrents
- Jemima Rooper (VF : Victoria Grosbois) : Meduse (saison 1 et 2)
- Alexander Siddig (VF : Jean-Pierre Michaël) : Minos (saison 1)
- Oliver Walker (en) (VF : Hervé Rey) : Heptarion (saison 1)
- Joe Dixon (en) : Ramos
- Hannah Arterton : Korinna
- Ken Bones (VF : Jean-Philippe Desrousseaux) : Melas
- Lou Broadbent (VF : Zina Khakhoulia) : Ione
- Lucy Cohu (VF : Anne Rondeleux) : Circé
- Richard Dillane (VF : Luc Bernard) : Pallos
- John Hannah (VF : Serge Faliu) : Tychon/ Aeson en vo (invité saison 1 épisode 13 et saison 2 épisodes 10 et 11)
- Hasina Haque (VF : Delphine Rivière) : Baucis
- Shelley King (VF : Cathy Cerdà) : Celandine
- Robert Lindsay (VF : Gabriel Le Doze) : Dédale (invité saison 1 épisode 10 et saison 2 épisodes 9 et 10)
- Will Merrick (VF : Adrien Larmande) : Arcas
- Nora-Jane Noone (VF : Diane Dassigny) : Atalante
- Christopher Obi (VF : Namakan Koné) : Shabaka
- Darwin Shaw (VF : Jean-Alain Velardo) : Therus
- Amy Manson (VF : Léovanie Raud) : Médée (saison 2)
- Joseph Timms (VF : Stanislas Forlani) : Icare (saison 2)

- Anya Taylor-Joy : Cassandra
Version française
  - Société de doublage : Nice Fellow[4]
  - Direction artistique : Claire Guyot[4]
  - Adaptation des dialogues : Lara Saarbach et Stéphane Salvetti

Sources VF : RS Doublage
Version originale sous-titrée
Mona Guirguis & Laure-Hélène Césari pour Nice Fellow

## Épisodes

### Première saison (2013)

#### 1.Le Taureau de Minos(The Earth Bull)
Jason est à la recherche de son père en sous-marin lorsque ce dernier implose, entrainé par un tourbillon lumineux. Il se réveille sur une plage, désorienté. La première ville qu'il voit est Atlantis. Il se fait prendre en chasse par les gardes mais heureusement un jeune homme vient à son secours. Il s'agit de Pythagore avec lequel il va vite devenir ami. Puis il rencontre le meilleur ami de Pythagore : Hercule. Jason arrive au mauvais moment dans la cité car c'est le jour des offrandes pour le Minotaure. Pythagore tire une pierre noire mais c'est Jason qui se sacrifie en prenant sa place. Voulant aider leur ami, Pythagore et Hercule se retrouvent eux aussi dans le Labyrinthe. Juste avant, la princesse Ariane qui a vu Jason tirer une pierre blanche lui donne un fil qui lui a toujours servi dans le labyrinthe lorsqu'elle était enfant. Grâce à cela, il parvient à vaincre la malédiction du Minotaure.

#### 2.Une fille peut en cacher une autre(A Girl By Any Other Name)
Un vieil homme demande à Jason et à ses deux compères de retrouver sa fille Déméter. Elle s'est faite enlevée par les ménades qui sont les assistantes de Dionysos, cruelles et sournoises. Elles enlèvent des jeunes filles pour les soumettre à leurs rites. Hercule se faisant pourchasser il est sauvé par l'une d'elles. Il s'agit de Méduse, qui s'est aussi faite capturer mais qui résiste aux ménades. Hercule en tombe amoureux car elle est très jolie. Les trois hommes vont finalement sauver Méduse, mais Déméter refuse de les suivre car elle a été convertie et est devenu une ménade. À Atlantis, Méduse se montre incroyable à la joie de tous.

#### 3.Un garçon sans importance(A Boy of No Consequence)
Jason protège un pauvre vieillard qui se faisait maltraiter par un noble. Celui-ci est en réalité le neveu de la reine Pasiphaé et le promis de la princesse Ariane, Heptarion, ainsi que le protégé de Poséidon. Le roi condamne Jason ainsi que Pythagore et Hercule, qui voulaient l'aider, à combattre les taureaux. La reine n'est pas dupe et voit bien qu'Ariane s'intéresse beaucoup au beau Jason et souhaite sa mort. Comme il est évident qu'il ne se fera pas embrocher par un taureau, étant donné qu'il est un sauteur né, elle pratique la sorcellerie sur lui en utilisant une poupée vaudou. Grâce à l'aide de l'équipe qui combat les taureaux et de Méduse, il s'en sort sain et sauf.

#### 4.Ironie du sort(Twist of Fate)
Alors qu'ils chassaient dans la forêt, Jason, Pythagore et Hercule recueillent un nourrisson. S'il a été abandonné c'est parce que ce n'est autre que le fameux Œdipe, promis à un funeste destin, tuant son père et épousant sa mère. Ignorant son identité, les trois hommes s'en occupent tant bien que mal, le cachant au roi Laïos qui est à Atlantis et qui complote avec Pasiphaé. Grâce à Méduse, ils parviennent à bien s'en occuper. Finalement c'est la reine Jocaste elle-même qui se met à la recherche de son enfant et, avec la complicité de certains, le met à l'abri dans une ville éloignée.

#### 5.Pieux mensonges(White Lies)
Un messager est envoyé à Ariane. Son frère est en vie et il cherche à la voir. Convaincue qu'il n'a pas trahi son père, elle va a sa rencontre avec Jason. Théros lui explique qu'il a fui, car il avait découvert un complot orchestré contre lui par Pasiphaé. Elle veut à tout prix obtenir le trône et fera tout pour tuer Ariane qui, après son père, est la prochaine sur la liste. Il lui demande de fuir avec lui. Comme elle refuse, il la drogue et essaye de s'enfuir. Jason se met en travers de son chemin et Théros est bien obligé de laisser partir sa sœur.

#### 6.Le chant des sirènes(The Song of the Sirens)
Hercule veut à tout prix gagner le cœur de Méduse et pour ce faire il demande l'aide d'une puissante sorcière, Circé. Au début, Méduse est charmée par le chant des sirènes et Hercule mais au fil du temps, cela va mal tourner pour Méduse qui va tomber gravement malade et Jason est une fois de plus obligé de partir au secours de ses amis en marchandant avec Circé.

#### 7.Un coup de canif dans le contrat(The Rules of Engagement)
Pour fêter les fiançailles d'Ariane et Heptarion, un grand tournoi rituel est organisé. Des combats sans règles doivent avoir lieu. La victoire donne droit à une récompense. Pour sauver l'honneur d'Ariane, qui ne veut pas de cette union, Jason défie le fiancé, pensant pouvoir obtenir la main de la princesse. Entraîné par ses amis, il parvient jusqu'en finale et affronte Heptarion, jusqu'alors invaincu et qui perd le tournoi.

#### 8.Erinyes(The Furies)
Hercule et ses amis se portent volontaires pour escorter la précieuse malle contenant la dot de la future épouse de Philémon, fils de Médios. Ainsi pourvu, le petit groupe doit traverser le désert d'Hélios. Mais Pythagore a un mauvais pressentiment concernant ce voyage, qu'il juge dangereux. Sans le prévenir, son frère Arcas se joint au cortège et lui cause de grand tourments.

#### 9.La Boîte de Pandore(Pandora's Box)
Kyros, prêteur sur gage malhonnête et fourbe, enlève Méduse pour obliger Hercule à régler une dette. Il ne la libérera que si Jason et son ami lui apportent une boîte, en provenance de l’Hadès. Jason imagine un plan pour libérer la captive en trompant Kyros, mais la curiosité de Méduse fait échouer son entreprise, mettant le groupe en grand danger.

#### 10.Corps et âmes(The Price of Hope)
Méduse est dans une situation désespérée depuis qu'elle a ouvert la boîte de Pandore. Des serpents ont poussé à la place de ses cheveux et elle peut pétrifier quiconque croise son regard. Elle est devenue un danger pour les autres. Dans l'espoir de la sauver, les garçons rendent visite à Dédale, inventeur de génie qui leur offre l'espoir d'une guérison. Mais Hercule ne veut plus attendre et, se fiant aux conseils de Crios, part à la recherche de son amour qui est cachée dans une grotte.

#### 11.Une faim de loup(Hunger Pangs)
Alors que Jason tentait de voler du pain, il découvre un sanctuaire dédié à Hécate. Pris par la faim, il vole un gigot d'agneau se trouvant sur l'autel, une offrande destinée à la déesse. Une fois rentré chez lui, il décide de manger, seul, la pièce de viande. Jason adopte alors un comportement étrange, très vite remarqué par ses amis. Pythagore et Hercule devront le délivrer de la malédiction qui le touche, le transformant en un loup ravageant la ville à la nuit tombée.

#### 12.Touché par les dieux -1repartie(Touched by the Gods - Part 1)
Jason doit honorer la promesse qu'il a faite à la sorcière Circé, sous peine de payer un lourd tribut. Au pied du mur, il entreprend d'infiltrer le palais royal. Mais il n'arrive pas à tuer la reine, et se réfugie dans les appartements d'Ariane, blessé.

#### 13.Touché par les dieux -2ePartie(Touched by the Gods - Part 2)
Alors que Pasiphaé poursuit ses manigances, la santé de Minos continue de décliner. La reine réserve un sort des plus cruels à Ariane. En effet, la jeune femme est condamnée à mort. Jason fait tout pour la sauver. Lui et ses amis se réfugient dans les mines ou vit son père. Celui-ci, en croisant Pasiphaé, lui apprend que Jason est leur fils.

### Deuxième saison (2014-2015)
Le 26 octobre 2013, BBC One a renouvelé la série pour une deuxième saison, diffusée depuis le 15 novembre 2014 au Royaume-Uni.

#### 1.Une Nouvelle ère -1repartie(A New Dawn: Part One)
Une année s’est écoulée, et bien des choses ont changé. Après la mort de son père, Ariane s’apprête à monter sur le trône, et se retrouve donc en guerre contre son ennemie jurée, Pasiphaé. La lutte risque d’être terrible et sans merci. L’avenir s’annonçant plutôt sombre, Ariane n’a d’autre choix que d’appeler Jason à la rescousse… Le temps est venu pour Jason de faire face à son destin. La bataille pour Atlantis a commencé

#### 2.Une Nouvelle ère -2epartie(A New Dawn: Part Two)
Pasiphaé assiège Atlantis, qui, privée du Palladium, est près de tomber. Le seul espoir de renverser la situation repose sur les épaules de Jason, Hercule et Pythagore, mais ces derniers ont déjà fort à faire pour sauver leur vie, bien loin d’Atlantis. C’est alors qu’Hercule va faire une découverte bouleversante qui pourrait bien changer le cours des choses à jamais…

#### 3.Telemon(Telemon)
Un énigmatique étranger arrive à Atlantis, sous prétexte de participer à un tournoi. Alors que Jason se bat pour la gloire, Ariane se trouve embarquée dans son propre combat. Pythagore se méfie de lui à la suite d'une découverte sur le passé du prince Télémon.
Ariane est couronnée reine. Mais Atlantis reste vulnérable, car Pasiphaé est toujours en liberté et la cité a du mal à se relever des suites de la guerre qu’elle vient de mener. C’est alors qu’un mystérieux étranger arrive en ville et se propose de mettre fin à toutes ces vicissitudes. Mais sa solution est loin d’être simple. Ariane est-elle prête à en payer le prix ?

#### 4. "Le mariage des âmes loyales"
À la suite des fiançailles d'Ariane et de Télémon, un voyage pour rendre visite au père de ce dernier et d'obtenir sa bénédiction est organisé. Jason décide de prendre la route avec eux pour protéger sa bien-aimée. Pasiphaé et son armée vont se lancer à leur suite dans le but de tuer Ariane.
Alors que les préparatifs du mariage royal vont bon train, Ariane s’apprête à se mettre en route pour le long voyage vers la patrie de Telemon d’Egine. Jason craint pour la sécurité de la souveraine, d’autant que le royaume est encore menacé par les Colchéens. Mais Ariane est résolue à accomplir sa mission pour assurer la sauvegarde de son peuple. Le voyage sera semé d’embûches et d’ennemis en embuscade.

#### 5. "Le jour des morts"
À la suite de l'attaque subie par le convoi, Jason, Ariane, Pythagore, Hercule et quelques soldats vont se joindre à des marchands pour le voyage. Ils vont se mettre à l'abri dans un tombeau où se trouvent des morts-vivants. 
À la fin des combats, nos héros se retrouvent dispersés autour de l’ancienne nécropole. Et ils ne tardent pas à comprendre qu’ils ne sont pas seuls dans la place. En effet, une armée de morts-vivants s’approche. Une course contre la montre s’engage pour retrouver Jason avant qu’il ne tombe entre leurs mains. Alors que ce dernier se bat pour sauver sa peau, il trouve une alliée en la personne de Médée. Mais est-elle digne de confiance ? 

#### 6. "Les sœurs grises"
Trahi par Médée, Jason et ses amis doivent emmener Ariane en urgence à Atlantis pour la soigner. À leur arrivée, ils découvrent qu'ils doivent retrouver Médée pour la sauver.
Alors qu’Ariane gît sur son lit de mort, Jason, rongé par la culpabilité, décide de tenter le tout pour le tout pour la sauver. Pour lui, c’est le grand saut dans l’inconnu. Dans un premier temps, il ose rencontrer les Grey Sisters, puis sa mission le conduit à affronter de nouveau Médée et Parsiphaé. Il lui faudra déjouer leur puissante magie…

#### 7. "Un sort pire que la mort"
Ariane et Jason demandent à l'oracle de consulter les dieux pour savoir si leur union est bénie. La nouvelle du mariage imminent d’Ariane et de Jason se propage et arrive aux oreilles de Pasiphaé. Folle de rage à l’idée qu’Atlantis puisse lui échapper à tout jamais, elle fera tout ce qui est en son pouvoir pour faire capoter les noces. Sa soif de pouvoir aura d’incommensurables conséquences et nul ne sera à l’abri de la puissance de la reine déchue. 

#### 8. "La folie d'Hercule"
Le futur s’avère bien sombre et Pasiphaé resserre encore l’étau autour d’Atlantis. Jason est condamné à mort pour avoir tué l’Oracle, et nul ne peut s’élever contre la décision des grands prêtres, même Ariane ne peut s’y opposer. Seul Hercule entrevoit une unique solution pour sauver son ami : faire appel à Méduse, ce qui signifierait renoncer à son amour à tout jamais.

#### 9. "Le regard de Méduse"
Pasiphaé a réussi à s’emparer d’Atlantis ; la vie d’Ariane est en jeu, et aucun des vaillants combattant n’est à même de venir la sauver. Traqués, ils se sont réfugiés dans les montagnes autour de la ville et combattent pour sauver leur propre vie. Mais une chose est sûre : le tribut sera lourd et le sacrifice total pour que l’ordre règne à nouveau.

#### 10. "L'évanescence du soleil"
Jason et ses amis sont en fuite, et ces derniers sont choqués par son insouciance et son arrogance – la révélation de l’Oracle que Pasiphaé serait la mère de Jason “noircirait son cœur”. Pythagore, quant à lui, a réussi à s’introduire en ville où il apprend que le père de Jason, Aeson, par son amour, a le pouvoir de contrer l’influence néfaste de Pasiphaé. Mais Aeson est un lépreux mis au ban de la société. Toutefois, Pythagore parvient à retrouver sa trace, mais, alors qu’il va enfin pouvoir rencontrer son fils, Jason est attaqué par des soldats…

#### 11. "Le clan"
Fait prisonnier, Jason est reconduit en ville, mais Pasiphaé semble hésiter à le faire exécuter. Elle est même soulagée lorsque Cassandra lui apprend que les dieux sont opposés à la mise à mort du jeune héros. Jason est finalement lancé dans l’arène, parmi les gladiateurs. Traditionnellement ce sont les lépreux qui évacuent les morts de l’arène, et c’est ainsi qu’Aeson retrouve et sauve son fils. Il lui révèle qu’il est son père, et tous deux réussissent à prendre la fuite…

#### 12. "Que la reine meure -1repartie"
Jason a bien l’intention de sauver ses amis de ce qui les attend : l’arène et les gladiateurs. C’est pourquoi il a l’audace de retourner à Atlantis, bravant ainsi tous les dangers, car le royaume est soumis à des lois de plus en plus iniques instituées par Pasiphaé. Après avoir surmonté de nombreux obstacles, le jeune héros et ses amis en arrivent à la conclusion que la seule issue est de tuer la reine…Ils la piègent et Hercule ainsi que Pythagore l'exécutent. Elle prononce cependant un sort avant de tomber inerte.

#### 13. "Que la reine meure -2epartie"
Jason et ses compagnons négocient avec l'armée et le conseil leurs liberté et retour dans la cité. Ils se rendent compte que la reine n'est pas morte et dès son retour, il faut qu'ils s'enfuient de nouveau.

### Annulation de la série (2015)
BBC One a annoncé qu'elle annulait officiellement la série après seulement deux saisons. La chaîne continuera de diffuser les épisodes restants au printemps 2015.

## DVD / Blu-Ray
- France :

La première saison a fait l'objet d'une édition sur le support DVD.
- Atlantis la légende commence (Coffret 4 DVD) sorti le 21 octobre 2014 chez Showshank Films. Le ratio écran est en 1.78:1 panoramique 16:9. L'audio est en anglais et français Dolby Digital 2.0.. Des sous-titres en français sont disponibles. Les treize épisodes de la première saison sont présents. En supplément un making of de la série. Il s'agit d'une édition Zone 2 Pal. ASIN B00LROZMA6
- Royaume-Uni :

La série est sortie dans son intégralité en DVD et aussi sur le support Blu-Ray.
- Atlantis The Legend Begins (Coffret 4 DVD) sorti le 10 février 2014 chez 2entertain. Le ratio écran est en 1.78:1 panoramique 16:9. L'audio est en Anglais Dolby Digital 2.0.. Des sous-titres en Anglais sont disponibles. Les treize épisodes de la première saison sont présents. En supplément un making of de la série. Il s'agit d'une édition Zone 2 Pal. ASIN B00FKTB11S
- Altantis The Complete Second Series (Coffret 4 DVD) sorti le 25 mai 2015 chez 2entertain. Le ratio est en 1.78:1 panoramique 16:9. L'audio est en Anglais Dolby Digital 2.0.. Des sous-titres en Anglais sont disponibles. Les treize épisodes de la seconde saison sont présents. Pas de suppléments présents. Il s'agit d'une édition Zone 2 Pal. ASIN B00VX2741M
- Atlantis The Legend Begins et Atlantis The Complete Second Series Volume One sont sortis en coffrets Blu-Ray toujours chez 2entertain.
- États-Unis :

La série est sortie dans son intégralité chez BBC Warner avec les mêmes caractéristiques techniques en DVD et Blu-Ray, à la différence du Royaume-Uni qui n'a sorti que la première partie de la seconde saison en Blu-Ray, les États-Unis ont sorti un second volume intitulé Atlantis The Complete Second Series Volume Two.